# Маркарян, Гриша Саркисович
Гри́ша Сарки́сович Маркаря́н (арм. Գրիշա Սարգսի Մարգարյան; 1929—1991) — советский армянский строитель. Герой Социалистического Труда (1981). Заслуженный строитель Армянской ССР. Депутат Верховного Совета СССР XI созыва.

## Биография
Гриша Саркисович Маркарян родился в 1929 году в селе Личк Мартунинского района Армянской ССР (ныне в Гехаркуникской области Республики Армения).
С 14 лет Маркарян трудился в колхозе села Личк как полевод. В 1946 году, в возрасте 17 лет, Гриша Маркарян был награждён медалью «За трудовую доблесть». В 1949 году он был направлен в Ереван, где в течение шести месяцев учился в школе фабрично-заводского обучения по специальности строителя. На отлично закончив фабрично-заводское обучение, Маркарян был принят на работу в строительное управление № 31, в дальнейшем вошедшее в состав строительного треста «Ерпромстрой» Министерства промышленного строительства Армянской ССР. В 1956 году Маркарян получил среднее образование. В дальнейшем он окончил университет марксизма-ленинизма, получив политическое образование, и вступил в КПСС в 1959 году.
Как строитель, Гриша Маркарян начал свою трудовую деятельность на стройке Канакерского алюминиевого завода. Он был строителем четвёртого разряда, стал бригадиром комсомольско-молодёжной бригады, состоящей из 14 человек. Занимаясь оштукатуриванием и другими отделочными работами, бригада достигла высоких показателей. На стройке Маркарян повысил свой разряд, став мастером шестого разряда.
В 1960 году в стройуправлении № 31 строительного треста «Ерпромстрой» Гриша Маркарян образовал, и стал бригадиром комплексной бригады, состоящей из 18 строителей. Бригада специализировались на штукатурных, малярных, облицовочных и паркетных работах. Она состояла из шести звеньев, каждая из них занималась отдельной строительной работой. С 1975 года бригада Маркаряна, как и все остальные строительными подразделения треста «Ерпромстрой», работала по методу бригадного подряда. Бригаду отличали дисциплинированность, ответственное и экономичное отношение к расходованию материалов, полноценное использование механизмов. В течение десятой пятилетки (1976—1980) бригада под руководством Маргаряна выполнила порученное обязательство совершения отделочных работ в новом сверхплановом девятиэтажном доме за полтора месяца, вместо запланированного срока — одного года. В целом, задание десятой пятилетки бригада выполнила досрочно — за три года и четыре месяца, с отличными оценками. За годы десятой пятилетки бригада Маргаряна повысила производительность труда на 41 %. В 1981 году, завершив установленный годичный план за девять месяцев, бригада решила перейти на комплексную систему организации труда.
Указом Президиума Верховного Совета СССР от 19 марта 1981 года за выдающиеся успехи, достигнутые в выполнении заданий десятой пятилетки и социалистических обязательств Грише Саркисовичу Маркаряну было присвоено звание Героя Социалистического Труда с вручением ордена Ленина и золотой медали «Серп и Молот».
Гриша Саркисович Маркарян занимался также общественной деятельностью. Избирался депутатом Совета Союза Верховного Совета СССР XI созыва от Ереванского Советского избирательного округа № 734. Был членом комиссии по строительству и промышленности строительных материалов Совета Союза Верховного Совета СССР. Также Маркарян был делегатом XXVII съезда КПСС, XXIV, XXV и XXVI съездов Коммунистической партии Армении, кандидатом в члены ЦК КП Армении.
Гриша Маркарян — автор девяти внедрённых рационализаторских предложений с общим экономическим эффектом в 25 тысяч рублей. За многолетнюю строительную деятельность ему было присвоено почётное звание заслуженного строителя Армянской ССР. В 1984 году стал почётным гражданином Еревана.
Гриша Саркисович Маркарян скончался в 1991 году в Ереване. Похоронен на Канакерском кладбище Еревана.

## Награды
- Герой Социалистического Труда (Указ Президиума Верховного Совета СССР от 19 марта 1981 года, орден Ленина и медаль «Серп и Молот») — за выдающиеся успехи, достигнутые в выполнении заданий десятой пятилетки и социалистических обязательств[8].
- Орден Ленина (5.04.1971)[8].
- Орден Октябрьской Революции (28.02.1974)[8].
- Медаль «За трудовую доблесть» (1946)[2].
- Медаль «За трудовое отличие» (11.08.1966)[8].
- Заслуженный строитель Армянской ССР[12].
- Почётный гражданин Еревана (1984)[10].

## Комментарии
1. ↑  В некоторых источниках имя указывается как Григо́рий, а фамилия как Маргаря́н.